# Club Social y Deportivo Urunday Universitario
O Club Social y Deportivo Urunday Universitario é um clube uruguaio com estrutura social e multi esportiva localizado na capital Montevidéu, Uruguai, que dentre as diversas praticas desportivas, destaca-se o basquetebol o qual atualmente disputa a LUB.

## Temporada por Temporada
| Temporada | Nível | Liga     | Pos. | Pós Temporada     |
| --------- | ----- | -------- | ---- | ----------------- |
| 2005      | 2     | Metro    | 4    |                   |
| 2007      | 2     | Metro    | 6    |                   |
| 2008      | 2     | Metro    | 5    |                   |
| 2009      | 2     | Metro    | 11   | Rebaixado         |
| 2010      | 3     | Regional | 10   | Promovido         |
| 2011      | 2     | Metro    | 5    |                   |
| 2012      | 2     | Metro    | 5    | Finalista         |
| 2013      | 2     | Metro    | 2    | Semifinalista     |
| 2014      | 2     | Metro    | 2    | Promovido campeão |
| 2015-2016 | 1     | LUB      | 9    | Oitavas de finais |
| 2016-2017 | 1     | LUB      | 2    | Quartas de finais |
| 2017-2018 | 1     | LUB      | 8    | Quartas de finais |

### Títulos
Liga Metropolitana (segunda divisão)
- Campeão (1):2014
- Finalista (1):2012